# 鹿児島市立広木小学校

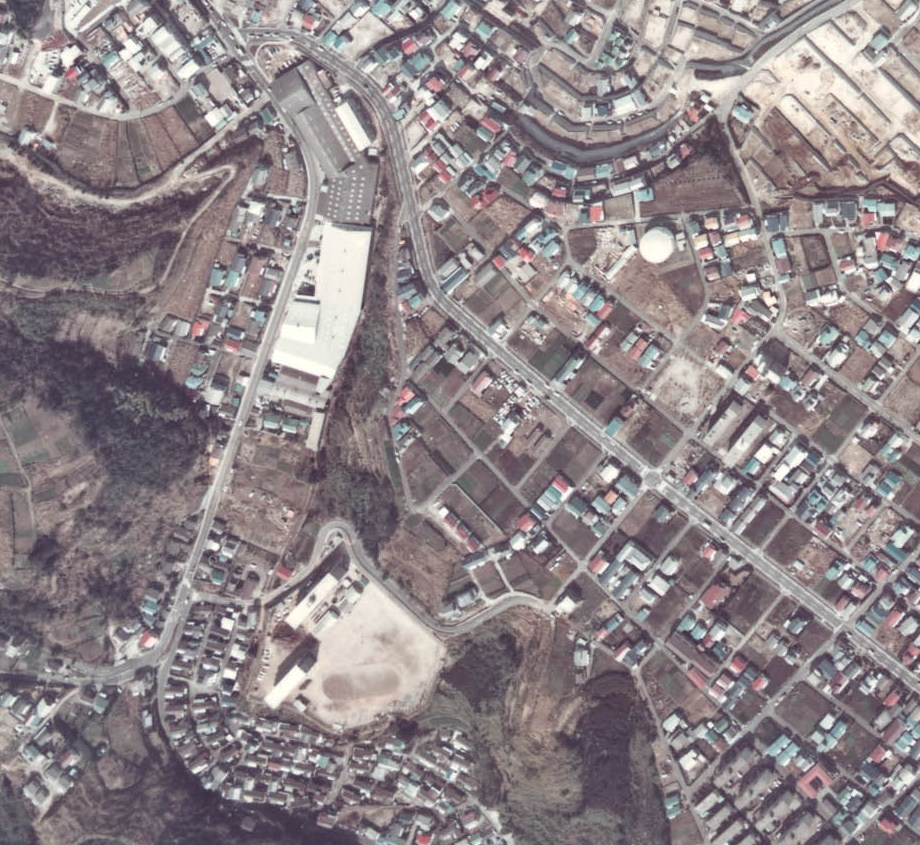
航空写真の下部にあるのが広木小学校である。（昭和49年度撮影）

鹿児島市立広木小学校（かごしましりつ ひろきしょうがっこう）は、鹿児島県鹿児島市広木一丁目にある市立小学校。

## 概要
鹿児島市の中部にある小学校である。1970年代頃より紫原団地の周辺では森山団地や広木住宅、前ヶ迫団地（現在の田上台）などの新興住宅地の造成、分譲が行われ、当該地区の通学先であった田上小学校は児童数増加によりマンモス校化しており、第二田上小学校（または第三の紫原小学校）を設置し、分割することが検討された。その後1973年に周辺の田上小学校、紫原小学校、西紫原小学校の校区の一部より分離し、鹿児島市立広木小学校として設置された。開校時（1973年）は全校児童数は241人であり学級数は6学級であったが、徐々に増加し1981年には1,227人、32学級となる。以後は減少傾向となり、2008年現在では580名、21学級となっている。

## 沿革
- 1970年（昭和45年）12月 - 鹿児島開発事業団によって広木小学校建設用の用地造成が開始される（1971年（昭和46年）12月完工）[2]。
- 1973年（昭和48年）3月10日 - 鹿児島市立田上小学校、鹿児島市立紫原小学校、鹿児島市立西紫原小学校から分離し、鹿児島市立広木小学校として開校[1][2]。
- 1982年（昭和57年） - 校区の一部を鹿児島市立向陽小学校に分離

## 生徒数
以下の生徒数遷移表は広木小学校HP 学級数と児童数の推移の記述の一部より作成。
凡例
|  | 生徒数（人） |

| 1973年 | 241   |  |
| 1974年 | 613   |  |
| 1984年 | 1,090 |  |
| 1994年 | 838   |  |
| 2004年 | 678   |  |
| 2008年 | 508   |  |

## 通学区域
- 紫原七丁目の全域
- 広木一丁目の一部
- 広木一丁目の一部
- 宇宿町の一部
- 田上台の全域
- 田上町の一部